# Schlauchturm der Feuerwehr Mirow

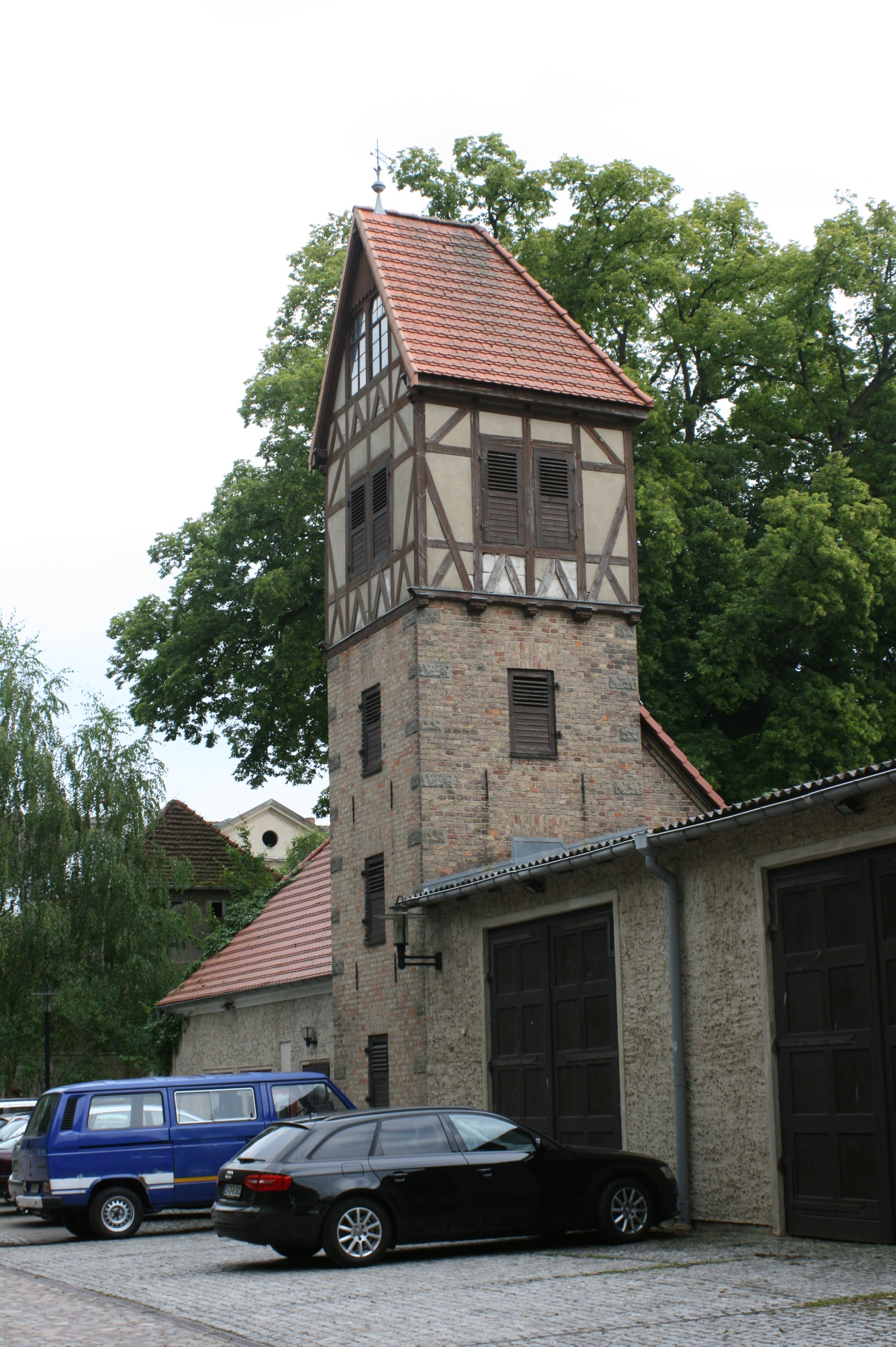

Der Schlauchturm der ehemaligen Feuerwache Mirow in Mirow (Mecklenburg-Vorpommern), Rotdornstraße 1 / Am Wallgraben auf der Schlossinsel neben dem Feuerwehrhaus, stammt von 1926. 
Der Turm neben der früheren Feuerwache und das Kopfsteinpflaster der Rotdornstraße stehen unter Denkmalschutz.

## Geschichte
Der viergeschossige verputzte markante Schlauchturm von 1926 mit einem Fachwerkaufsatz steht neben dem Garagenhaus der Feuerwehr von 1950.
Die Freiwillige Feuerwehr Mirow befindet sich heute in einem Neubau von 2012, Wesenberger Ch.